# Familie monoparentală

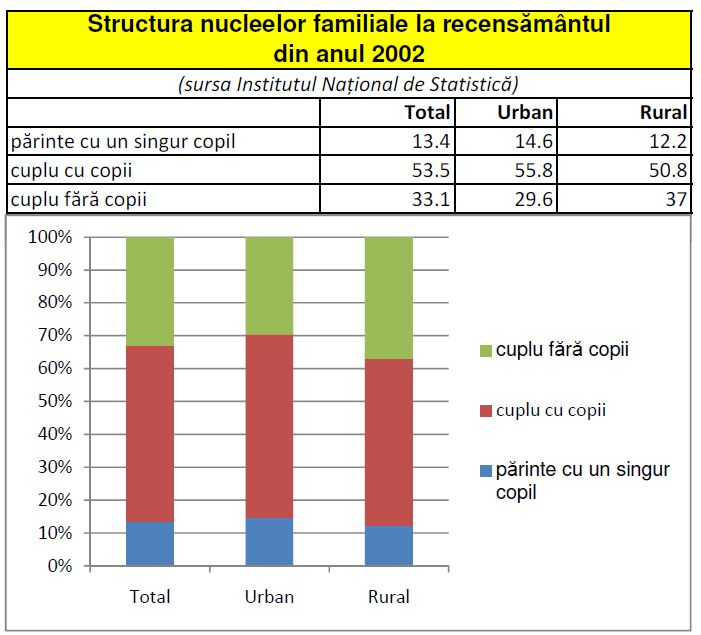

Familia monoparentală (monoparental family) este acel tip de familie în care copiii locuiesc doar cu unul dintre părinți. Acest lucru se poate întâmpla ca urmare a divorțului, a separării părinților, a decesului unuia dintre părinți, a înfierii de către un adult a unui minor sau ca urmare a deciziei unei femei de a da naștere unui copil fără a fi căsătorită sau fără a locui cu un bărbat. În România, ca de altfel în majoritatea statelor lumii, cele mai multe familii monoparentale au ca unic părinte femeia. Atunci când familia devine monoparentală ca urmare a divorțului sau separării părinților legăturile dintre copil și părintele cu care acesta nu locuiește permanent tind să se întrerupă într-un foarte mare număr de cazuri.

## Descriere
Familia monoparentală este un tip de familie format dintr-un părinte și copilul sau copiii săi; grup de persoane aflate în relație de rudenie, rezultată prin filiație directă sau adopție. Adesea este abordată ca o abatere de la familia nucleară, formată din soț, soție și copiii lor minori.
Căsătoria nu mai reprezintă modalitatea unică de constituire legală a familiei, ci doar un prim element dintr-un conglomerat cauzal: căsătoria urmată de divorț, separare sau deces. Familia monoparentală poate rezulta și din asumarea copiilor în afara căsătoriei.

În comparație cu familia tradițională, care îndeplinea mai multe funcții cu impact pozitiv asupra societății (funcția de reproducere; de socializare a copiilor; de îngrijire, protecție, mediu securizant și climat afectiv suportiv; conferire de status ; reglementare a comportamentelor sexuale), (Mihăilescu, 1993:242) familia monoparentală este un efect al funcției reproductive, se regăsește privind socializarea copiilor, oferă îngrijire și protecție membrilor ei, un climat de strânsă afectivitate, dar este deficitară sub aspectul realizării mediului securizant și în modul de conferire a statusului. Nu îndeplinește funcția de reglementare a comportamentelor sexuale. Părintele singur (fără partener în cadrul familiei) caută relații afective și sexuale în afara familiei.

În analizele referioare la familia monoparentală, un accent deosebit este pus pe consecințele asupra evoluției copiilor: stare de sănătate, succes sau eșec școlar, abandon școlar, devianță, stabilitate în familiile pe care le formează. Mult mai puțin au fost studiate efectele asupra adulților, puși în situația de a îndeplini un cumul de roluri atât în plan public, cât și privat (părintele unic - adesea muncește mai mult pentru a susține economic familia; rezolvă mai greu și în timp mai îndelungat treburile administrativ - gospodărești, este solicitat mai mult în sprijinirea copiilor etc).
Transmiterea moștenirii în cadrul familiei (proprietate, nume, status) se realizează fie matriliniar (pe linia mamei), fie patriliniar (pe linia tatălui), fie biliniar (pe linie maternă și paternă). În cazul existenței căsătoriei între părinți, atunci, în cele mai multe situații, numele purtat de copii este cel al tatălui.
În modul de manifestare a autorității, față de maniera tradițională, în care autoritatea putea fi deținută de bărbatul cel mai în vârstă sau de soț (în patriarhat), de femeia cea mai în vârstă sau de soție (în matriarhat), în cazul familiei monoparentale autoritatea este exercitată de părintele unic, susținător al familiei. Din acest punct de vedere, familia monoparentală se apropie de modelul de autoritate specific pentru secolul XX, când autoritatea era deținută de persoana care aducea venit. Autoritatea se dobândea diferențiat pentru sfera publică, majoritatea deciziilor fiind luate de aducătorul de venit, și pentru sfera privată, unde hotărârile erau luate de cel / cea care desfășura preponderent munca domestică, se ocupa de creșterea și educarea copiilor. Autoritatea, în cadrul familiei monoparentale comportă tendințe contradictorii: o supralicitare a părintelui singur, dar și momente de criză atunci când acesta nu mai face față solicitărilor.

Familia poate fi abordată ca o instituție socială, care se află în legături cu alte instituții, inclusiv cu instituțiile statului. Raporturile de acest tip sunt satisfăcute preponderent de părintele singur.
O altă perspectivă prezintă familia ca o unitate socio-afectivă (I.Mihăilescu, 1993: 240), dar și un grup în care au loc tensiuni și conflicte. Violența familială se manifestă, în cazul familiei monoparentale, ca un abuz fizic sau psihic la care este supus un membru al familiei de către un altul, cel mai frecvent din parte părintelui față de copil. Părinții violenți își proiectează asupra copiilor propriile frustrări și tensiuni, răspund cu agresivitate unui mediu ostil.
Ca tendințe în dinamica familiei, se pot observa, creșteri ale vârstei medii la care oamenii se căsătoresc, a vârstei la care au copiii, o creștere a divorțialității și o creștere a ponderii nașterilor în afara căsătoriei legale. Scade rata natalității și a numărului mediu de copii.

În acest context, în a doua jumătate a secolului trecut, numărul familiilor monoparentale a început să crească, pe fondul destructurării modelului tradițional de familie, a apariției formelor alternative de familie. În momentul de față, se acreditează chiar posibilitatea unei crize a familiei.
România prezintă un tablou aparte, cu o rată înaltă a căsătoriilor, cu o divorțialitate scăzută. Fenomenul mai frecvent, care conduce la familia monoparentală este separarea, fapt mai greu de surprins în studiile sociologice. De asemenea, numărul mare de copii în afara căsătoriei, explică existența acestui tip de familie.
În România numărul familiilor monoparentale nu este cunoscut cu exactitate. Studii indirecte, pornind de la datele recensământului din 1992, estimează la 9, 7% procentul familiilor monoparentale. (G.Ghebrea, S. Stroie, Calitatea vieții, nr.1-2/1995: 51.)

Luând drept criteriu numărul persoanelor care constituie familia, acesata poate fi o familie monoparentală binară(doi membrii), terțiară (trei membrii) ș.a.m.d.
După calitatea și permanența interacțiunilor pot fi: familii monoparentale camuflate, în cadrul legal al familiei nucleare, când unul dintre părinți, deși prezent în cadrul familiei, nu interacționează sub aspect psihologic decât în mică măsură cu ceilalți membrii; familii monoparentale în care legăturile sunt păstrate numai cu copii, părinții evitând relațiile dintre ei (cum este cazul cuplurilor care s-au despărțit, au divorțat, dar își manifestă grija față de copiii comuni); familii monoparentale prin absența fizică a unuia dintre părinți, care este pentru o perioadă lungă de timp plecat din localitate, spitalizat, deținut, etc.; familia monoparentală datorată decesului unuia dintre părinți; familia monoparentală propriu -zisă, rezultată în urma divorțului. În cazul în care părinții nu au o relație legalizată, apare familia monoparentală, formată din copil și părintele său necăsătorit. Un tip aparte de familie monoparentală este rezultată din părinte și copilul său adoptat

## Date demografice în lume

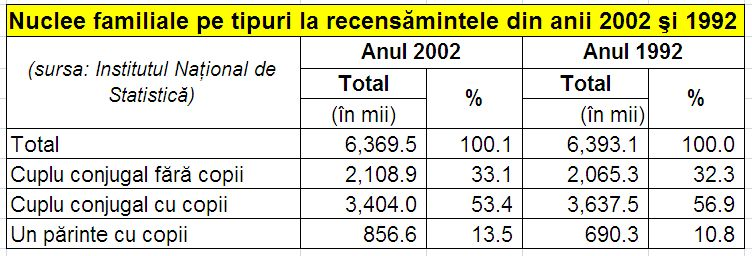

- În 2006, 12.9 milioane de familii din SUA erau de tip monoparental iar dintre acestea, în 80% dintre cazuri părintele implicat era părintele de sex feminin[3][4]. Din 1994 și până în prezent procentajul familiilor monoparentale în totalul familiilor americane a rămas aproximativ constant la aproximativ 9% din totalul familiilor. Cu toate acestea, față de anul 1970 acest procentaj este de două ori mai mare.[5]
- Numărul familiilor monoparentale care au ca îngrijitor principal părintele de sex masculin a crescut de mai mult de patru ori în intervalul 1970-2011, de la 390.000 de familii în anul 1970 (anul intrării în vigoare a custodiei comune) la pest 1.700.000 în anul 2011.[6].
- În 2003, 14% din familiile australiene erau familii de tip monoparental.[7]
- În Anglia, în anul 2009, au fost înregistrate 1.9 milioane de familii monoparentale având în total peste 3 milioane de copii[8] . Aproximativ 1 din 4 familii care au copiii de vârstă școlară sunt familii monoparentale iar dintre aceste familii între 8 și 11 la sută dintre ele au cap de familie un bărbat.[9][10]
- Conform INS în anul 2006 peste 32.600 de cupluri căsătorite s-au despărțit, rata divorțurilor fiind de 1,51 la mia de locuitori. Mai exact, media divorțurilor din țara noastră a fost, in primele opt luni ale acestui an, de 18 familii destrămate la suta de căsătorii [11]
- La nivelul județului Cluj în anul 2005 au fost plătite un număr de 245.995 alocații de susținere pentru familii monoparentale  [12]

## Date demografice în România
- În România 84,5% din nucleele familiale monoparentale sunt de tipul "mame cu unul sau mai mulți copii", restul de 15.5% fiind "tați cu copii [13]
- Din totalul nucleelor familiale cu copii (4.260.609), nucleele monoparentale reprezintǎ mai mult de o cincime (20,1%). Se constată că la toate nucleele monoparentale (materne și paterne) tipul predominant de nucleu monoparental este cel cu 1 copil (în jur de două treimi), urmat de cele cu doi copii. La polul opus, se situează nucleele monoparentale cu 5 copii și peste, care dețin mai puțin de 1% din total, pe fiecare dintre tipurile de astfel de nuclee monoparentale.[1]
- Nucleele familiale monoparentale dețin 13,4% din totalul nucleelor familiale, fiind repartizate între mediile de rezidențǎ diferențiat, 7,7% în mediul urban și 5,7% în mediul rural.[1]

## Trenduri
- Creșterea divorțalitate, a fertilității în afara căsătoriei, schimbările de mentalitate din ultimele decenii au făcut ca acest tip de familie, pe măsură ce înregistrează o creștere a frecvenței, să fie acceptat ca normal, nemaifiind privind ca o deviație, cum era considerat cu decenii în urmă. În prezent la nivel mondial, familiile monoparentale reprezintă aproape un sfert din totalul familiilor[1].
- Între cele două recensăminte realizate în anul 1992 și 2002, se remarcă diferențieri în structura nucleelor familiale, în sensul diminuării ponderii cuplurilor cu copii cu 3,5 puncte procentuale în favoarea nucleelor monoparentale. Explicația rezidă în faptul că în societatea modernă, tot mai mulți adulți își cresc copiii singuri, fără a avea alături un partener (soț/soție), pe al cărui ajutor să se poata bizui.[1]
- Creșterea ponderii nucleelor monoparentale în defavoarea celorlalte tipuri de nuclee (respectiv cupluri cu sau fără copii) ar putea fi considerată un pericol pentru dezvoltarea familiei și pentru societate. Însă dezvoltarea și amploarea lor ne determină să considerăm că familiile monoparentale reprezintă din ce în ce mai mult o alternativă, perfect normală, la familia tradițională.[1]
- Procentele raportate de dezangajare paternă după divorț sunt de peste 50%.[14]

## Avantajele/dezavantajele familiei monoparentale față de alte tipuri de familie
- Este invocată adesea asocierea dintre structura familiei și starea de bine a copilului concluzia fiind aceea că minorii care cresc alături de doi părinți căsătoriți tind să se descurce mai bine decât alții (pentru recenzii vezi Amato, 2005; McLanahan și Sandefur, 1994; Sigle-Rushton și McLanahan, 2004). Dezvoltarea copilului fără ambii părinți este asociată cu o mulțime de efecte nedorite. Copiii, proveniți din familii monoparentale sau reconstituite, prezintă rate mai mari de sărăcie și niveluri mai scăzute de școlarizare și profesionalizare, decât cei care cresc alături de ambii părinți biologici sau adoptivi (Astone și McLanahan, 1991; Biblarz și Raftery, 1993, 1999; DeLeire și Kalil, 2002; Kiernan, 1992; McLanahan și Sandefur, 1994; Wojtkiewicz, 1993). În cazul lor, s-a constatat o utilizare mai frecventă a substanțelor interzise și apariția comportamentelor de risc, cum ar fi fumatul, consumul băuturilor alcoolice și a drogurilor (Carlson, 2006; DeLeire și Kalil, 2002; Hoffmann și Johnson, 1998). * Suplimentar, acești copii probabil că își vor începe viața sexuală la o vârstă mai fragedă (Davis și Friel, 2001; Thorton și Camburn, 1989), vor fi tineri și necăsătoriți atunci când își vor forma propria familie (Cherlin, Kiernan și Chase-Lansdale, 1995; Kiernan, 1992; Kiernan și Hobcraft, 1997; McLanahan și Sandefur, 1994; Thornton, 1991; Wu, 1996) și vor experimenta dizolvarea relațiilor lor romantice (Amato și DeBoer, 2001; Kiernan și Cherlin, 1999; McLanahan și Bumpass, 1988; Wolfinger, 1999) [15]

- Există însă și studii noi care arată că nu apar diferențe semnificative între rezultatele copiilor care provin din familii monoparentale și rezultatele acelor copii care trăiesc în familii în care părinții nu au divorțat dar în care există un conflict puternid între părinți [16].

- Kamo (1988) a constatat că, în medie, tații se ocupă de  36%  din volumul de activități domestice (sarcinile domestice plus de îngrijire a copilului), care au crescut la 41% în cazul în care ambii soți sunt angajați cu normă întreagă și 43%, atunci când ambii câștigă aproximativ aceeași sumă de bani. În familia monoparentală modelul reprezentat de părinții implicați egal este înlocuit de situația în care majoritatea activităților domestice sunt realizate de un singur părinte.

## Observații
- Când familia monoparentală este rezultatul unei separări a părinților copilului se pune problema stabilirii custodiei minorului, lucru care se decide de către instanța de judecată.
- Decizia cu privire la care dintre cei doi părinți va primi custodia minorilor se poate lua amiabil de către părinți urmând procedura medierii, caz în care, în general instanța îl va accepta ca atare sau urmând procedurile clasice în instanță, caz în care părțile se vor prezenta în instanță.

## Legături utile
- Articol pe situl Eva.Ro
- Articol pe situl Garbo.Ro
- Monoparentalitate.ro Arhivat în 3 mai 2012, la Wayback Machine.
- Referat despre Familia monoparentală
- Studiul "Mutarea copiilor după divorț și interesul superior al copilului: Dovezi noi și considerații juridice" (Journal of Family Psychology 2003, Vol. 17, No. 2, 206–219, articol tradus din limba engleză care conține referințe la termenul de părinte custodian și părinte necustodian)